# Diana Filippova
Diana Filippova, née le 6 mars 1986 à Moscou, est une romancière, une essayiste et une femme politique française.

## Biographie

### Enfance et études
Diana Filippova est née le 6 mars 1986 à Moscou, d'un père grec et d'une mère russe, professeurs d'université. Elle arrive en France à l'âge de huit ans.
Elle effectue ses classes préparatoires B/L au lycée Henri IV sans parvenir à intégrer l'École normale supérieure. Elle poursuit ses études à Sciences Po, à HEC Paris et à l'université où elle obtient un master de droit des affaires.
Elle est lauréate en 2011 du Prix Juridique & Fiscal Allen & Overy et HEC Paris  pour son mémoire, « Le contrôle des investissements étrangers par les États membres face à l'Union européenne : quatrième pilier ou cinquième colonne ».

### Carrière professionnelle
En 2011, elle rejoint le ministère de l'Économie et des Finances comme adjointe au chef de bureau de la justice et des médias au sein de la Direction du Budget.
En 2013, Diana Filippova rejoint l'association OuiShare, dont elle devient porte-parole de 2013 à 2016.
Elle intervient dans le débat public sur les questions d'ubérisation, et de la réforme du droit du travail, notamment à l'occasion de la loi El  Khomri. Elle plaide pour le renforcement de la protection des travailleurs quel que soit leur statut et la refonte des mécanismes de solidarité nationale.
En 2016, elle est chroniqueuse aux Matins du samedi de Caroline Broué sur France Culture, où elle présente une fois par semaine une initiative citoyenne.
En 2015, elle rejoint Microsoft en tant que directrice de l'écosystème start-up. Elle y développe KissMyFrogs, média d'analyse et de critique qui prend le contre-pied du discours laudateur de l'entrepreneuriat technologique.
En 2018, elle cofonde et dirige l'agence de stratégie Stroïka.
En septembre 2020, elle est nommée conseillère au cabinet de la Maire de Paris, en charge de l'égalité femmes-hommes, des droits humains, de l'innovation, du numérique et de la ville du quart d'heure.
En 2024, elle devient directrice éditoriale de France Positive.

### Ouvrages
Elle est l'auteure de deux essais, Technopouvoir, dépolitiser pour mieux régner (Les Liens Qui Libèrent) en 2019 et Société collaborative, la fin des hiérarchies (Rue de l'Échiquier) en 2015.
Dans son premier essai, Technopouvoir, dépolitiser pour mieux régner, elle s'inscrit dans la lignée des travaux de Michel Foucault. Elle affirme que la technologie n'est pas neutre, qu'elle "a été instituée dans une certaine violence contre l'environnement, contre les corps". Les technologies procureraient une impression de bien-être au citoyen tout en l'encourageant à faire "la guerre de tous contre tous et la dissolution des relations". 
Son premier roman, L'Amour et la Violence, paraît le 25 août 2021 aux éditions Flammarion.
En 2023, elle publie aux éditions Albin Michel De l'inconvénient d'être russe. Le journal Libération définit ce livre comme "un ouvrage oscillant entre autobiographie et essai" dans lequel Diana Filippova "sort son passé de l’oubli à la lumière de l’invasion de l’Ukraine". Elle explique avoir longtemps voulu "éradiquer son identité" dans son enfance, marquée par la chute de l’URSS. "J’ai décidé de revisiter mon histoire, celle de la Russie, ce que c’est d’être autre et exilée dans mon pays qui est la France." Ce livre sera retenu parmi les cinq finalistes de la 7e édition du Prix Blù Jean-Marc Roberts 2023 qui "mise chaque année sur une voix émergente de la littérature française destinée à marquer le paysage littéraire".
En 2025, elle publie son deuxième roman, Rien n’est plus grand que la mère des hommes, aux éditions Albin Michel, qui "dissèque le lien maternel et démontre son importance, à travers l'histoire d'une jeune journaliste enceinte, qui couvre le procès d'un assassin". L'hebdomadaire Marianne parle notamment d'un "récit émouvant et captivant".

## Vie publique et engagements
Elle s'engage en politique en 2018, dans le mouvement politique Place publique dont elle est cofondatrice aux côtés de Raphaël Glucksmann, Claire Nouvian, et Thomas Porcher,. Cet engagement s'inscrit dans son activité antérieure de militante et d'essayiste : elle plaide alors depuis plusieurs années pour une reprise du pouvoir politique par les citoyens et la conquête partout en France d'une démocratie effective. Pour elle, la pratique politique, notamment au sein de corps intermédiaires renforcés, est une voie de sortie du « néolibéralisme, fondé sur la hiérarchie et les rapports de force. ». Elle co-préside le mouvement avec Jo Spiegel jusqu'en juillet 2019 lorsqu'elle quitte ses fonctions pour raisons personnelles.
Aux élections municipales de mars 2020, elle est candidate, pour Anne Hidalgo à la mairie du 7e arrondissement de Paris. Elle obtient 11,43% des voix au premier tour. Dans le cadre de la conception du programme, elle a été chargée par Jean-Louis Missika, adjoint à la Maire de Paris et président de Paris en commun, d’une mission d’exploration sur les communs numériques, en vue d’une politique technologique axée sur la souveraineté politique, l'intérêt général et l’inclusivité,.

## Essais
- Société collaborative, la fin des hiérarchies, Paris, Rue de l'Échiquier, 2015, 128 p.  (ISBN 978-2917770894)
- Technopouvoir. Dépolitiser pour mieux régner, Paris, Les Liens Qui Libèrent, 2019, 288 p.  (ISBN 979-10-209-0791-2)
- De l’inconvénient d'être russe, Paris, Albin Michel, 2023, 208 p.  (ISBN 978-2-226-48487-1)

## Fiction
- L'Amour et la Violence, Paris, Flammarion, 2021, 352 p.  (ISBN 978-2080253378)
- Rien n'est plus grand que la mère des hommes, Albin Michel, 2025  (ISBN 978-2-226-48488-8)